# Худайбергенова, Римаджан Матназаровна
Римаджан Матназаровна Худайбергенова (узб. Rimajon Matnazarovna Xudoyberganova; 22 апреля 1942, Хорезмская область, Узбекская ССР, СССР — 16 ноября 2022, Ургенч, Хорезмская область, Узбекистан) — советский и узбекистанский партийный, государственный и хозяйственный деятель. Первый секретарь Хорезмского обкома КП Узбекистана (1988—1991), депутат Верховного Совета Узбекской ССР (1987—1991) и Съезда народных депутатов СССР (1989—1991).

## Биография
Получила среднее образование в школе № 1 им. М.Горького города Ургенча, закончив её в 1960 году. В 1960—1966 годах училась в Ташкентском текстильном институте, одновременно работая швеей-мотористкой в Ташкентской швейной фабрике «Кызыл тонг».
В 1966 году после окончания института была направлена на работу на Ургенчскую швейную фабрику, где она возглавляла бригаду, смену, экспериментальный цех. С 1967 года была главным инженером, а с 1972 — директором фабрики. С создания в 1974 году на базе Ургенчской и Хивинской швейных фабрик Хорезмского областного швейного объединения до 1981 года возглавляла его как генеральный директор.
В 1976 году за особые заслуги в развитии текстильной промышленности и успехи в трудовой деятельности награждена орденом «Знак Почёта».
В 1978 году избрана делегатом первого съезда учителей СССР. В том же году награждена почётными знаками отличника народного просвещения СССР и отличника текстильной промышленности СССР.
В 1980-х годах работала по партийной линии. В июле 1983 года после окончания Академии общественных наук при ЦК КПСС была направлена на работу заведующим отделом промышленности, транспорта и связи Хорезмского обкома партии. В августе 1984 избрана секретарем обкома по идеологии (заведуя вопросами образования, науки и культуры в области).
В октябре 1985 года на сессии областного совета депутатов избрана председателем облисполкома.
В 1987 году избрана депутатом Верховного Совета Узбекской ССР.
В сентябре 1988 года избрана первым секретарем Хорезмского обкома партии (единственная на тот момент в СССР женщина руководитель области).
В 1989 году на альтернативной основе избрана народным депутатом СССР, стала членом Совета национальностей Верховного Совета СССР (до самороспуска Съезда народных депутатов СССР в 1991 году).
В 1990 году в связи с изменениями структуры государственных органов управления Римаджан Матназаровна была избрана председателем областного совета депутатов и работала на этом посту до упразднения этой должности в январе 1992 году после распада СССР и получения Узбекистаном независимости.
С 1992 года занималась хозяйственно-управленческой деятельностью. В 1992—1998 годах была председателем областного управления «Шёлководство», с мая 1998 по июнь 2007 — заместителем председателя акционерной компании «Хоразмпилла».
С 2007 года на пенсии.

## Награды
В 1991 году награждена серебряной медалью ЮНЕСКО за активную работу по сохранению памятников культуры в Хорезмском Оазисе, в 1992 — награждена почётным знаком 1-й годовщины независимости Узбекистана.
В 2002 году награждена почётным знаком к 10-летию независимости Узбекистана.
В 2019 году награждена нагрудным знаком «Меҳнат фахрийси» I степени за многолетний добросовестный и плодотворный труд.